# Clara (pel·lícula de 2008)
Clara (títol original en alemany: Geliebte Clara) és una pel·lícula franco-alemanya-hongaresa de 2008, dirigida per Helma Sanders-Brahms, la seva última pel·lícula abans de morir el 2014. Tracta sobre la vida de la pianista Clara Schumann i el seu matrimoni amb el compositor Robert Schumann. També hi ha la presència del seu amic, Johannes Brahms. La pel·lícula es va doblar al català.

## Argument
Després d'un concert en el qual interpreta el Concert per a piano de Schumann en la menor a Hamburg, la parella coneixen al jove compositor Johannes Brahms. Poc després Clara i Robert Schumann, amb els dos fills, s'instal·len a Düsseldorf, on Robert ha sigut nomenat director musical. Les exigències de la composició de la seva nova simfonia, la Simfonia renana, genera tensió entre ell i Clara. Brahms presenta un parell de les seves composicions al matrimoni Schumann i queden impressionats pel les seves habilitats com a compositor i pianista. Brahms conviu amb ells i els ajuda amb els nens. El treball amb la Simfonia renana de Schumann continua, però pateix crisis nervioses i cau en l'addicció al fàrmac làudan. Hi ha més tensió en la seva relació amb Clara que està esperant un altre nen. Poc després de l'èxit en l'estrena de la simfonia, Schumann coneix Richartz, un metge que li ofereix ajuda amb els seus problemes de salut.
Schumann veu el talentós Brahms com el seu successor, però Brahms marxa quan s'adona que està enamorat de Clara. A més, els Schumann tenen problemes financers. Schumann intenta suïcidar-se tirant-se al riu Rin; finalment, accepta l'oferiment del Dr. Richartz d'anar al seu sanatori d'Endenich, a Bonn. Brahms retorna per ajudar a Clara amb els nens i els dos viatgen fent concerts per recaptar diners mentre Schumann segueix tancat al sanatori. Clara i Brahms viatge a Bonn, on es diuen adeu. Després de la mort de Robert, Brahms i Clara s'adonen que la seva relació no funcionarà. Finalment, Brahms aconsegueix un altre èxit amb l'estrena del seu Concert per a piano núm. 1, amb Clara com a solista.

## Repartiment
- Martina Gedeck: Clara Schumann
- Pascal Greggory: Robert Schumann
- Malik Zidi: Johannes Brahms
- Aline Annessy: Elise Schumann
- Brigitte Annessy: Bertha
- Marine Annessy: Eugenie Schumann
- Sascha Caparros: Ludwig Schumann
- Clara Eichinger: Marie Schumann
- Béla Fesztbaum: Canvi
- Christine Oesterlein: Henriette
- Péter Takátsy: Wazielewski
- Walter Theil: Richartz

## Recepció crítica
A l'Encyclopedia of International Film apareix una crítica: «La pel·lícula pateix no només de l'ús de la càmera estàtica, sinó especialment en la interpretació de Robert Schumann».